# Ionòmetre
El terme ionòmetre es va aplicar originalment a un dispositiu per mesurar la intensitat de la radiació ionitzant. Es poden trobar exemples de detectors de radiació descrits com a ionòmetres fins a la dècada de 1950, però el terme més sovint significa ara un dispositiu per mesurar la concentració d’ions químics d’un fluid.

## Ionòmetre (radiació)
Un primer ionòmetre es deu al físic suís Heinrich Greinacher el 1913. Tanmateix, Greinacher no va ser el primer a construir un ionòmetre, va atribuir a un Bronson la construcció d'un instrument sobre el qual el de Greinacher era una millora. Greinacher afirma l'avantatge del seu instrument sobre el fet de ser de Bronson en no requerir l'electròmetre quadrant (inventat per Lord Kelvin).
Greinacher també va haver d'inventar el pràctic circuit de duplicador de tensió per proporcionar el 200-300 V necessitava per al ionòmetre com el 110 La corrent altern subministrada per les centrals de Zúric de l’època era insuficient.

## Ionòmetre (concentració d'ions)
Possiblement, el primer ús del ionòmetre amb aquest significat va ser per FE Bartell. En el seu article sobre l'instrument el 1917, discuteix possibles noms, rebutjant el potenciòmetre com a inadequat, de manera que implica que no existia ja un nom..